# Gray (Georgia)
Gray település az Amerikai Egyesült Államok Georgia államában, Jones megyében, melynek megyeszékhelye is. Lakosainak száma 3436 fő (2020. április 1.).

## Népesség
A település népességének változása:

| 2010 | 3 276 |
| 2020 | 3 436 |